# 新黨
新黨是中華民國的一個政黨。新黨成立於1993年8月10日，前身是中國國民黨的内部團體新國民黨連線。趙少康為首任領袖。新黨成立時，核心理念是反共、反臺獨，秉持孫中山思想。
1994年，新黨以制衡兩大黨為號召，與第三勢力結盟，同年12月與中華社會民主黨合併，於1995年立法委員選舉獲得122萬票，成為當時具有關鍵影響力的第三大黨，並在1996年與民主進步黨結盟，推動二月政改。1998年起內鬥消息頻傳，雖然席次略有減少，但不影響第三大黨的關鍵地位。2000年代以後因宋楚瑜成立親民黨，使得原本內部就已經不團結的新黨加速瓦解。2001年，新黨在臺灣本島完全喪失主流政黨的地位，只保住金門縣縣長和該縣立委各一席，被親民黨和臺灣團結聯盟所超越，退居第五大黨。2004年，多位仍保有新黨籍的政治人物由國民黨提名參選，國新共推一席不分區立委曹壽民，而當年民進黨執政不利也使得政黨席次衰退力道減低，不過地方議會席次仍持續減少，亦無法重返主流政黨的地位，再退至第六大黨。
2008年選舉，新黨在區域立委與國民黨合作，不分區立委得票升至4%，親民黨因國親合作並未參與，使新黨短暫恢復政黨票第三大黨、一度回升至全國第四大黨的規模，至此，新黨完全退出立法院。更嚴重的危機是，新黨仍缺乏基層組織，論述亦未能與時俱進。2012年選舉，得票率僅有1.488%，甚至被綠黨所超越，衰退至僅第六大黨的規模，屬歷來最差的成績，若再低於2%將失去不分區立委逕提名權。2016年選舉，新黨由於郝柏村等多位保守派政治人物力挺，得票率4.18%，回升至政黨票第五大黨、全國第六大黨，是1998年立委選舉以來的18年來新高，但仍未取得立法院席次，僅能獲得政黨補助款並保住往後兩屆的不分區立委直接提名權。2020年選舉僅剩1.04%、不足15萬票，是創黨後最低，面臨泡沫化危機，成為政黨票第八大黨、一度跌至全國第九大黨，名次與得票史上最低紀錄，只剩政治獻金捐款人可抵稅及下屆不分區立委逕提名權，在缺乏具號召力政治人物力挺下，得票被新成立的台灣民眾黨和台灣基進超越，台灣綠黨在八年後亦再次超越新黨，且得票從過去僅領先三萬票，至今已是新黨得票的兩倍餘，繼2012年之後的得票再次探底，在臺灣政壇已經邊緣化。選後，新黨內部以郁慕明為首的親共派與過去趙少康所扶植的派系發生內鬥，由於新任主席吳成典掌握人事權使得新黨路線再度面臨調整。
過去新黨在各直轄市及縣市議會均掌握部分席次，全盛時期在臺北市掌握近四分之一的席位，扮演議會的關鍵力量，但進入2000年代後逐屆衰減，多轉投親民黨或國民黨，抑或是淡出政壇。2022年底選後更僅存臺北市議員侯漢廷一席，與同是臺北市議員社會民主黨的苗博雅並列議會第四大黨、全國第九大黨。2023年11月，隨著親民黨籍公職陸續轉入台灣民眾黨或中國國民黨參政，新黨回升至與親民黨並列第八大黨。2024年1月，政黨票僅獲四萬票，不足0.3%，被臺灣團結聯盟超越，落居第11名，區域立委亦無任何一人當選，在臺灣政壇已被邊緣化。
新黨主張清廉制衡、公義均富、族群和諧、國家統一，在中國實現民族統一、民權自主、民生均富的三民主義新中國。新黨亦主張倡議兩岸和平統一，協商一國兩制臺灣方案，新黨的一國兩制方案是廢除中華人民共和國與中華民國，和平統一後建立一個政權，國號為「中國」，統一後的臺灣將縮小軍事編制，停止對美軍購，並不再容許臺灣獨立運動，追究主導「臺獨」各界人士的責任。

## 名稱
新黨的名稱源於國民黨黨內次級團體「新國民黨連線」的簡稱。
新黨黨旗採用黃色為底色，乃是象徵中道的意義，又有大地滋養萬物的意涵。旗上「新黨」二字是從孫中山的親筆筆跡中挑出結合而成，代表認同孫中山追求政治民主、民生均富的理想，也標舉新黨將會堅守公義、平等、和平、安全、務實、乾淨的原則。創黨之時為獲得民眾認同，能夠迅速識別，因此採取了這樣的樣式。在新黨的活動中，另有一面常用的旗幟，即在中華民國國旗上鑲上新黨黨徽，常與新黨黨旗一同出現。
新黨黨歌为《大地一聲雷》和《小雨滴》，兩首歌均由夫妻檔音樂人譚健常和小軒包辦作曲作詞，並由歌手李建復主唱。

## 歷史

### 新國民黨連線（1989－1993）
蔣經國逝世後，立法院內以趙少康為首的國民黨少壯派立委於1989年8月以「新國民黨」為名成立問政團體「新國民黨連線」，訴求國民黨內「黨務改革」，得罪了國民黨當權派。1990年2月後，二月政爭逐漸白熱化。1992年底立法院首次全面改選，環保署署長趙少康、財政部部長王建煊辭官參選，大部分未獲國民黨中央提名的新國民黨連線成員紛紛自行參選或報准參選，並且獲得勝果。

### 第三勢力（1993－2000）
| 政黨名稱       | 政治立場       | 代表群體 |
| -------------- | -------------- | -------- |
| 新黨           | 中間偏右       | 中產階級 |
| 中華社會民主黨 | 中間偏左至左派 | 中產階級 |
| 工黨           | 左派           | 受薪階級 |
| 勞動黨         | 左派           | 受薪階級 |

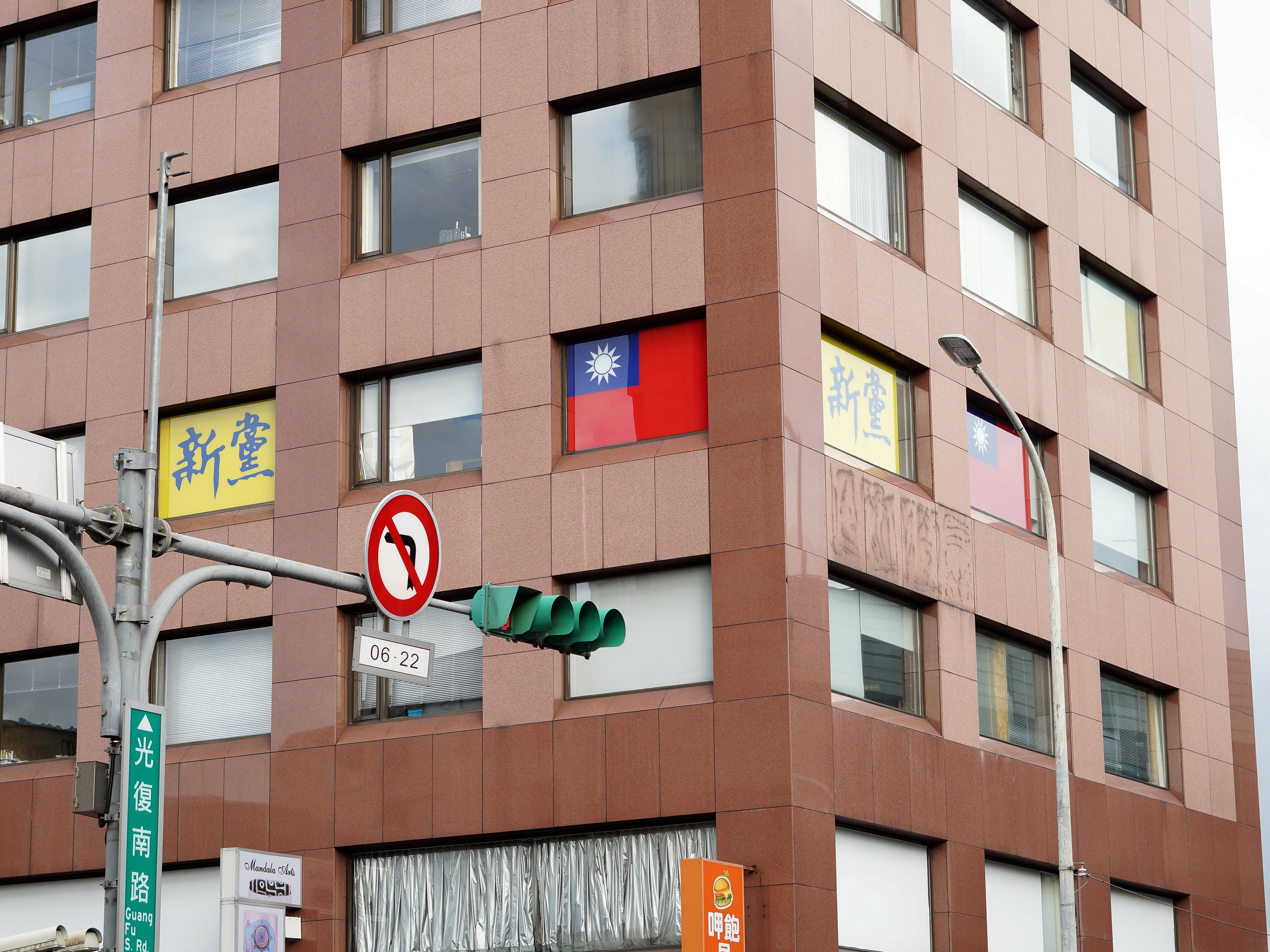
新黨全國委員會，位於佳華建設合麗大樓4樓

由於與李登輝的矛盾加劇，新國民黨連線於1993年8月10日宣布脫離國民黨成立新黨。8月22日，新黨成立大會通過《新黨黨章》，並選出趙少康為第一任「立法院委員會」召集人，陳癸淼為第一任「全國競選暨發展委員會」召集人，王建煊為第一任「全國廉政勤政委員會」召集人。1993年，新黨、中華社會民主黨、勞動黨、工黨結為聯盟。1994年12月28日，中華社會民主黨與新黨對等合併。
在1994年中華民國省市長暨省市議員選舉中，新黨一共獲得十五席省市議員，並在臺北市議會擁有兩成的席次。1995年7月新黨黨中央成立「新黨之音」。1995年12月，新黨第一次參與立委選舉，得122萬票，共獲得二十一席，成為當時國會中的關鍵少數，並在隨後的國會議長選舉中與民進黨、原住民立委結盟，試圖推動二月政改，與執政國民黨相抗。
不过，自1997年起，新黨陷入不斷內鬨，陷入朱高正與新黨「主流派」的內鬨。朱高正在1994年4月以社民黨魁的身分，拉著黃國鐘投靠新黨，並為新黨在濁水溪以南開疆闢土，但也與新黨創黨元老產生心結糾葛。然而朱高正在新黨黨內發起政治鬥爭，與郁慕明、陳癸淼互批。朱高正也曾與黃國鐘指控同黨立委姚立明涉及詐財。其朋友黃國鐘在國是論壇批評新黨領導人不務正業。引起新黨長達兩個月的內鬨，1997年3月9日上午九時，新黨廉政勤政委員會由召集人王建煊舉行臨時會議，以朱高正「詆毀新黨同志，自稱搞鬥爭，致新黨形象嚴重受損」為由開除黨籍。3月22日，郁慕明更與新黨全委會召集人陳癸淼公開記者會指出朱高正曾為國民黨的情報特務，在德國唸書時，就拿國家安全局的經費替他們收集黨外人士的活動情形。並出示朱高正化名「陳廣信」的信件，證明朱高正當年在德國為國安局收集異議人士的言行活動。並表示他們有十足把握「陳廣信」是朱高正的化名，他們已證實信上文字是朱高正筆跡。引起朱高正回應他是第一次聽到「陳廣信」的名字，並反批他如果是國民黨特務，請將他槍斃，但若汙衊不實，「郁慕明就應該上吊自殺」。並稱郁、陳的迫害手法非常卑劣，就像史達林迫害托洛斯基。還說字跡任何人可以模仿，並反擊郁慕明當年在美國是有名的國民黨特務學生，保釣期間，許多人都因為他不得返國。並將到臺北地檢署正式提出控訴郁、陳惡意誹謗。秘書長郁慕明與李慶華等人不和，李慶華與郝龍斌、黨團辦公室主任李新發生口角衝突。立委周荃退黨參選臺北縣縣長。
1998年立委及直轄市選舉，趙少康出任新黨選舉總經理，其選戰策略與選戰議題產生許多爭議。新黨放棄本黨參選人王建煊，轉向支持國民黨的馬英九，另有部分黨員脫黨參選議員。不斷內鬨的新聞重傷新黨形象。
1999年，新黨提名李敖參選2000年總統選舉，但許多新黨公職人員卻退黨支持脫離國民黨參選的宋楚瑜，李敖更不斷拋出「許信良、李敖」配、「李慶華、陳文茜」配等組合議題，引發新一波的內鬨。最終連全委會召集人李慶華都宣布辭去召集人、退黨支持宋楚瑜。2000年3月宋楚瑜成立了親民黨，許多新黨、國民黨籍立委轉為親民黨，新黨在2000年4月以後正式退居國會第四大黨，在大部分縣市逐漸失去影響力。

### 泛藍政黨（2000－）

#### 郁慕明時期（2000-2020）

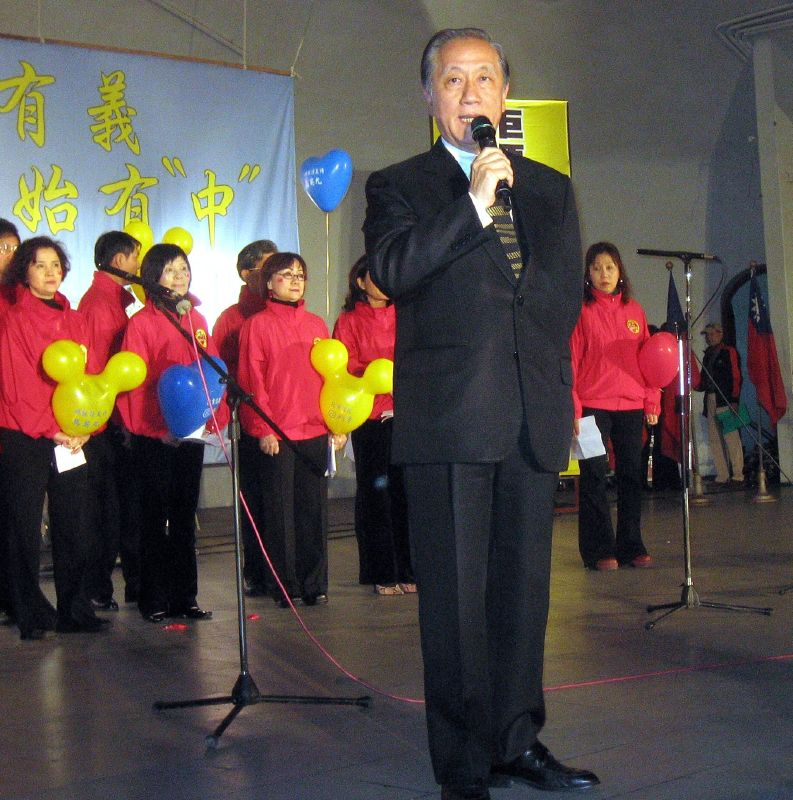
新黨第一屆至第八屆主席郁慕明，在其領導下新黨趨向統派，在泛藍陣營被邊緣化。

2000年總統選舉以後，新黨的定位從與國、民兩黨相抗的第三勢力轉為泛藍的一員。2000年10月，國民黨、親民黨、新黨以及部分無黨籍人士結為在野聯盟，成為國會的絕對多數。但在2001年的立委選舉中，由於親民黨提名了許多原新黨市議員參選立委，帶走了原本新黨的支持者，導致了新黨面臨立委選舉得票面臨5%門檻保衛戰而繼續提出不分區名單，但時任主席謝啟大高額提名策略失敗使新黨票源分散而大敗，同時在臺北縣縣長選舉由泛藍共推的新黨王建煊因缺乏基層組織僅以論述固票，導致多個傳統藍營票倉失守，以數萬票之差敗於蘇貞昌的高票連任，也讓民進黨首度在臺北縣拿下過半選票，這些選舉結果使新黨遭受重大挫敗，僅在金門縣獲選一席立委及縣長，退居為臺灣第五大黨。新黨決議進行改革，將主力放在複數選區的縣市議會，不再單獨投入單一選區的行政首長選舉。2002年中華民國直轄市市長暨市議員選舉，在臺北市各選區各提一議員候選人，選上五席，重新在臺灣基層有了力量。2003年，新黨修改黨章，成為剛性政黨。2003年6月9日，郁慕明以98.82%的得票率当选新党自建党以来的第一个由党员直接选举产生的党主席。
2004年立法委員選舉，新黨與國民黨合作，共推不分區立委曹壽民，除吳成典外的七名新黨候選人以國民黨黨員身份參選。但在國會仍只維持一席，並持續衰退至國會第六大黨。國新兩黨在“總量管制”的選舉策略下，賴士葆、雷倩及費鴻泰當選立委，吳成典順利連任、名列不分區的曹壽民也因而當選。2006年直轄市市長選舉，郝龍斌由國新共推並當選臺北市市長。同年，新黨在臺北市提名的四席市議員全壘打，全數當選連任。2008年總統選舉中，新黨仍與國民黨合作，並未單獨提名候選人，在全國不分區部分努力爭取政黨選票，最終得38.6萬票（3.95%），重新成為臺灣第三大黨。
2010年直轄市市長暨市議員選舉中，僅在臺北市議會獲得三席。2012年立法委員選舉，新黨主席郁慕明宣示政黨票要拿下5％以上得票率，但由於親民黨競爭，僅得票不足20萬，得票率不到1.5%。郁慕明欲辭去黨主席一職，卻被全委會決議慰留。全委會成立「改造發展委員會」，決定未來的走向。2012年11月26日，新黨主席郁慕明宣布，新黨將跳脫藍綠框架，主張對中國大陸全面開放。2014年5月4日主要由新黨所提出的新五四運動，呼籲國人手持國旗走上凱達格蘭大道，一同譴責太陽花運動以及426凱道反核的行動，截至當日下午2點20分左右，約有1萬餘人參與。2014年中華民國地方九合一選舉中，新黨總共有十九名候選人參選，但僅有尋求連任的兩位臺北市議員潘懷宗和陳彥伯當選。
2015年8月新黨主席郁慕明表示，2016年立委選舉區域立委人選難覓，新黨提名人將縮減為五席，並比照2004年立委選舉模式由國新共推一席不分區，呼籲支持者將政黨票集中支持國民黨，讓國民黨在立法院席次過半，不要造成泛藍選票的浪費。2015年11月，國民黨總統選舉策略引發許多藍軍支持者不滿，新黨決定登記參選，但到2015年11月27日區域立委登記參選截止，新黨在區域立委的部分最終僅提名最初徵召的兩席。2016年1月，新黨在不分區立委的選舉中獲得510,074票，占總票數的4.18%，並獲得政黨補助款成為第五大政黨。隨後新黨決定把1.02億元政黨補助款設立「510074公義基金」，為「國家救亡圖存」、 「小市民急難救助」與「社會教育重建」提供資金上的援助。2016年8月，國民黨主席洪秀柱及中華統一促進黨主席張安樂共同出席新黨23歲黨慶。新黨主席郁慕明表示，期待與國民黨合作。
2017年8月17日，郁慕明接受各家媒體採訪時表示，新黨與國民黨理念已經不同，彼此仍是朋友不是敵人，但因雙方理念已不合，以後未來將各走各的，新黨會在2018年九合一選舉推出各縣市首長、議員、村里長候選人，甚至不排除2020年推總統副總統候選人。12月19日，王炳忠等4名新黨成員疑涉違反《國家安全法》，遭法務部調查局幹員持臺北地檢署的搜索票搜索住處並帶走調查，偵訊後以證人身份無保請回。12月22日，新黨召開記者會，稱地檢署的搜索行為違反法律，並表示新黨將於25日起推動「直播有理、有理直播」計畫。
2019年7月2日，新黨提名前秘書長楊世光參選2020年總統選舉，唯總統連署並未達到目標，支持國民黨籍參選人韓國瑜。11月21日，公布2020年不分區立法委員名單，共10名，以邱毅為首。2020年1月，新黨在不分區立委的選舉中獲得147,373票，占總票數的1.04%，未能獲得政黨補助款，創史上新低。

#### 吳成典時期（2020-）
2020年2月17日，新黨以通訊投票方式選舉新主席，經由合格黨員票選，由秘書長吳成典獲得63.78%得票率，擊敗對手陳麗玲的35.41%得票率，出任第九屆黨主席，2月21日正式上任。
2020年8月10日，新党举办27周年党庆时，主席吴成典提出「一三五共识」，强调三民主义与五权宪法，但发言人王炳忠事后却不满吴成典的路线言论，在脸书开炮称「党自身的发展路线上，出现歷史的倒退」。8月22日，前主席郁慕明在脸书上直指，首任领袖赵少康所提拔、亲吴成典的秘书长潘怀宗想切割他与王炳忠。而新党前总统参选人杨世光更屡批臺北市议员侯汉廷不够“统”，还爆料党内开会有人抨击中国共产党是“共匪”，并影射侯汉廷赞成。王炳忠也在直播中揭露党内“理念派”（郁慕明派）与“选举派”（趙少康派）的分歧。2021年1月7日，郁慕明提拔的新黨發言人兼青年委員會召集人王炳忠和新黨副秘書長蘇恆被免除職務。
2021年1月，在主席吳成典邀請下，臺北市議員李慶元重返新黨，新黨在臺北市議會的席次達到三席而再次成立市議會黨團，並由潘懷宗擔任黨團召集人。李慶元在訪談中表示，吳成典曾向他表明「不能讓『急統』如王炳忠等人擔任發言人或黨職，他們的發言若跟新黨畫上等號，對新黨發展不利。」李慶元亦表示，吳成典將曾退黨的黨員如前新北市議員金介壽、前金門縣縣長李炷烽、前立委曹原彰、朱惠良與宋艾克等人都找回新黨。 然而，2021年4月19日，新黨榮譽主席郁慕明及全國委員會委員王炳忠、林明正、蘇恆等人召開記者會，抨擊吳成典接納李慶元入黨一事，指李慶元「反共」、「臺獨」，王炳忠點名李慶元「曾支持民進黨」，郁慕明更為此退回榮譽主席一職，並與王炳忠等成立「21青連線」。對此，李慶元回應表示他不曾加入民進黨，且自身為孫中山的信徒，吳成典則召開記者會回應表示接任黨主席以來一直遵守黨章理念、追求統一從未改變，對郁慕明等人召開記者會質疑深感遺憾，吳成典亦表示李慶元入黨均符合民主程序，且李慶元不再尋求連任，並無「為選舉失理念」。
2021年11月，新黨第十屆黨主席將改選，由前總統參選人楊世光抽中1號，現任主席吳成典抽中2號。2022年1月17日，第十屆主席通訊投票結束，投票率45.80％，其中1號候選人楊世光得票率28.66％，2號候選人吳成典得票率71.34％，由吳成典連任第十屆黨主席。對此，吳成典表示感謝黨員對其路線的肯定，認為新黨是小市民的政黨，將積極推派清新、沒有財團背景的候選人參選年底市議員選舉，亦規劃推派臺北市市長、新北市市長參選人。同時吳成典也強調會繼續推動兩岸交流，堅持和平統一的主張不變。
2023年11月，因應第十一屆立法委員選舉，新黨提名8位不分區立委參選人，先後為前監察院院長王建煊、前監察委員仉桂美、黨主席吳成典、臺灣新住民經貿交流協會理事長賀樺、全國臺企聯常務副會長林易陞、新黨發言人陳麗玲、戴德滿、王子芩。1名平地原住民立法委員選舉候選人米甘幹．理佛克。新黨臺北市議員侯漢廷以無黨籍身份參選區域立法委員。最終政黨得票數為40,429，得票率0.29%，獲得立法委員零席，位列全國第11位。

## 組織
郁慕明曾经把新党的组织系统归纳为“一党、两脚、三人”。“一党”是指新党全委会，采取集体领导。“两脚”是指党务和义工系统。“三人”则是各发展委员会召集人、义工组织的报告人和负责各地区义工组织与党部联系的联络人。
2002年2月，新党全委会通过了新的党章。新党由一个柔性政党，转变为刚性政党。新党章规定，新党最高权力机关是“全国党代表大会”（简称“全代会”）。其代表由担任乡镇市民代表以上之公职人员、党员直选代表组成，每年定期集会一次。负责选举全委会委员，决议全委会所提党章修正案，罢免党主席以及决议其他重大事项。全代会下设党主席一人，由全委会委员互选产生，任期一年，可连任。全委会设秘书长一人，负责综理党内事务，并指挥及监督所属人员。
全盛时期，新党党员人数有6万之多；但20年后，新党已经萎缩成一个不足1,000名党员的小党，主要靠小额捐款开展活动。

### 現任黨職
| 職位           | 姓名 |
| -------------- | --- |
| 主席           | 吳成典 |
| 副主席         | 李勝峰、林易陞(兼任秘書長) |
| 秘書長         | 林易陞 |
| 副秘書長       | 游智彬、田昭容 |
| 發言人         | 陳麗玲 |
| 全國委員會委員 | 吳成典、李勝峰、林易陞、侯漢廷、陳麗玲、賀樺、林啟談、鄭光禮、蔡明璋、董俊良、郭榮先、吳正群、戴德成、孫家棟、仉桂美、王萬邦、田昭容、謝治、游智彬 |

### 歷任最高領導人
| 屆次   | 肖像                 | 姓名                  | 任期                                        |
| ------ | -------------------- | --------------------- | ------------------------------------------- |
| 第一屆 |                      | 趙少康                | 1993年8月－1994年5月                        |
| 第二屆 |                      | 郁慕明 王建煊         | 1994年5月－1994年10月 1994年10月－1995年8月 |
| 第三屆 |                      | 陳癸淼                | 1995年8月－1996年8月                        |
| 第四屆 | 1996年8月－1997年8月 | 陳癸淼                |                                             |
| 第五屆 |                      | 周陽山                | 1997年8月－1998年8月                        |
| 第六屆 |                      | 陳癸淼 馮定國（代理） | 1998年8月－1998年12月 1998年12月－1999年1月 |
| 第七屆 |                      | 李慶華                | 1999年1月－2000年3月                        |
| 第八屆 |                      | 郝龍斌                | 2000年3月－2001年3月                        |
| 第九屆 |                      | 謝啟大 營志宏（代理） | 2001年3月－2001年12月 2001年12月－2002年1月 |
| 第十屆 |                      | 郁慕明                | 2002年1月－2003年6月                        |

| 屆次     | 肖像                         | 姓名   | 時間                         |
| -------- | ---------------------------- | ------ | ---------------------------- |
| 第一屆   |                              | 郁慕明 | 2003年6月－2005年6月         |
| 第二屆   | 2005年6月－2007年6月         | 郁慕明 |                              |
| 第三屆   | 2007年6月－2009年6月         | 郁慕明 |                              |
| 第四屆   | 2009年6月－2011年6月         | 郁慕明 |                              |
| 第五屆   | 2011年6月－2013年6月         | 郁慕明 |                              |
| 第六屆   | 2013年6月－2015年6月         | 郁慕明 |                              |
| 第七屆   | 2015年6月－2017年6月         | 郁慕明 |                              |
| 第八屆   | 2017年6月－2019年6月         | 郁慕明 |                              |
| 第九屆   | 2019年6月－2020年2月21日     | 郁慕明 |                              |
| 第九屆   |                              | 吳成典 | 2020年2月21日－2022年2月20日 |
| 第十屆   | 2022年2月21日－2024年5月20日 | 吳成典 |                              |
| 第十一屆 | 2024年5月21日－              | 吳成典 |                              |

| 屆次   | 姓名           | 時間           |
| ------ | -------------- | -------------- |
| 第一屆 | 李勝峰         | 2016年－2018年 |
| 第二屆 | 李勝峰         | 2018年－2020年 |
| 第三屆 | 李勝峰         | 2020年－2024年 |
| 第四屆 | 李勝峰、林易陞 | 2024年－       |

## 政治主張
新黨成立初期，新黨在組黨宣言中闡明了其八條主張：
- 壯大中華民國，保障臺海安全。
- 三黨合作一致對外，相互監督，避免臺灣被出賣，積極與中國共產黨展開談判。
- 確立權責相符，受國會監督的直接民選總統制，避免獨裁。
- 各族群一律平等、推動系列人權法案、保障人權。
- 改徵兵為募兵，採減兵不減官，儲備整軍幹部的精兵政策。推動國防科技化、現代化，確保安全。
- 反貪污、反腐化、反特權。
- 反金權、但不反商。
- 照顧社會弱勢團體。

2019年8月17日，新黨在創黨26週年黨慶大會上公布「一國兩制臺灣方案」。其主要內容包括兩岸統一後國號直接稱為「中國」、聯合國中國代表團納入臺灣代表、維持臺灣多黨競爭的選舉制度、保留但縮小軍事編制等八項方案。

## 執政

### 地方執政
2001年12月20日至2009年12月20日，新黨李炷烽擔任金門縣縣長，新黨的政治主張得以在金門縣實踐。新黨在金門執政期間，即推行交通、觀光、教育事業，其福利政策吸引了大批的幽靈人口遷入金門縣。新黨反對離島博弈事業，積極與中國大陸展開交流，推動及實踐小三通。在他卸任後目前已無在任何地方縣市執政。
2006年，由新黨「背書」、國民黨提名的郝龍斌於2006年臺北市市長選舉當選臺北市市長，並於2010年臺北市市長選舉連任，直到2014年卸任。

### 立法委員以及地方議員
目前有許多參選人改披國民黨籍參選。在2008年的不分區立法委員選舉中，以4.0%的得票支持率定位為第三大黨。但在2012年的不分區立法委員選舉中，相較於臺聯黨(8.95%)、親民黨(5.48%)和綠黨(1.74%)，新黨僅得1.49%的支持率，落居第六大黨。2016年不分區立委選舉中顯示新黨距離重返國會僅一步之遙，以4.2%得票落敗。2020年首度不再參與區域立委選舉，僅提名不分區立委名單，但終以僅1%選票慘敗，是創黨20餘年以來最差的成績，退至前所未有的第八大黨。過去，新黨在臺北市、臺北縣、基隆市、新竹市、臺中市、高雄市等都會區及金門、馬祖離島等地支持者較多，不過隨著影響力逐年衰退，現在只有臺北市議會侯漢廷一席。
| 屆次   | 姓名 |
| ------ | --- |
| 第二屆 | 朱高正(原屬中華社會民主黨黨籍，於1994年為參選臺灣省省長而加入新黨)、李慶華(原屬國民黨籍，於1993年8月新黨成立後加入新黨)、周荃(原屬國民黨籍，於1993年8月新黨成立後加入新黨)、陳癸淼(原屬國民黨籍，於1993年8月新黨成立後加入新黨)、趙少康(原屬國民黨籍，於1993年8月新黨成立後加入新黨)、謝啟大(原無黨籍，於1993年8月新黨成立後加入新黨)、郁慕明(原屬國民黨籍，於1993年8月新黨成立後加入新黨)、王建煊(原屬國民黨籍，於1993年8月新黨成立後加入新黨) |
| 第三屆 | 朱惠良、李慶華、周陽山、林郁方、郁慕明、郝龍斌、高惠宇、陳一新、陳癸淼、陳漢強、傅崐成、馮定國、蔡正揚、鄭龍水、賴來焜、錢達、謝啟大、朱高正、黃國鐘、姚立明、周荃(因1996年自行參選臺北縣縣長而退黨) |
| 第四屆 | 張世良、馮滬祥、鄭龍水、賴士葆、營志宏、謝啟大、李炷烽（因當選金門縣縣長而中途離職）、郝龍斌（中途離職）、鍾新財(因李炷峰當選金門縣縣長而遞補其不分區席次)、朱惠良(於2000年參選副總統而退黨)、李慶華(因加入親民黨而退黨)、馮定國(因加入親民黨而退黨) |
| 第五屆 | 吳成典 |
| 第六屆 | 吳成典、賴士葆、費鴻泰、雷倩、曹壽民(不分區)（除吳成典為新黨提名外，均為國民黨提名、新黨背書） |

| 中華民國歷屆立法委員選舉結果 | 中華民國歷屆立法委員選舉結果                              | 中華民國歷屆立法委員選舉結果      | 中華民國歷屆立法委員選舉結果     | 中華民國歷屆立法委員選舉結果 | 中華民國歷屆立法委員選舉結果 |
| 選舉名稱                     | 得票數                                                    | 得票率                            | 提名席次                         | 當選席次/總席次              | 當選名單 |
| ---------------------------- | --------------------------------------------------------- | --------------------------------- | -------------------------------- | ---------------------------- | --- |
| 1995年第三屆立法委員選舉     | 1,222,931                                                 | 12.95%                            | 54                               | 21/164                       | 陳漢強(台北市)、郝龍斌(台北市)、高惠宇(台北市)、李慶華(台北市)、朱惠良(台北市)、周陽山(台北市)、朱高正(高雄市)、黃國鐘(高雄市)、 周荃(台北縣)、蔡正揚(台北縣)、傅崑成(台北縣)、郁慕明(桃園縣)、賴來焜(桃園縣)、馮定國(台中縣)、謝啟大(台中市)、姚立明(高雄縣)、林郁方(不分區)、陳癸淼(不分區)、陳一新(不分區)、鄭龍水(不分區)、錢達(僑選) |
| 1998年第四屆立法委員選舉     | 708,465                                                   | 7.06%                             | 51                               | 11/225                       | 郝龍斌(台北市)、朱惠良(台北市)、馮滬祥(台北市)、賴士葆(台北市)、李慶華(台北縣)、馮定國(台中縣)、謝啟大(台中市)、張世良(不分區)、李炷烽(不分區)、鄭龍水(不分區)、營志宏(僑選) |
| 2001年第五屆立法委員選舉     | 269,620                                                   | 2.9%                              | 42                               | 1/225                        | 吳成典(金門縣) |
| 2004年第六屆立法委員選舉     | 新黨籍1人得12,137； 國民黨身分參選得248,926 加總：261,063 | 0.12%                             | 1                                | 1（國新合作3）               | 吳成典(金門縣) 賴士葆(台北市，國新聯合)、費鴻泰(台北市，國新聯合)、雷倩(台北縣，國新聯合)、曹壽民(不分區，國新聯合) |
| 2008年第七屆立法委員選舉     | 區域立委由國新合作：199,402 不分區政黨票：386,660         | 政黨票得票率3.53%                 | 3(國新聯合)                      | 0/113                        | 不分區0席 |
| 2009年大安區立法委員補選     | 9,868                                                     | 10.48%                            | 1(姚立明經新黨背書)              | 0/1                          | |
| 2012年第八屆立法委員選舉     | 區域票數：10,678 不分區政黨票：195,960                    | 區域得票率0.08% 政黨票得票率1.49% | 區域1席 不分區6席                | 0/113                        | |
| 2016年第九屆立法委員選舉     | 區域票數：75,372 不分區政黨票：510,074                    | 政黨票得票率4.18%                 | 區域2席 不分區10席               | 0/113                        | |
| 2020年第十屆立法委員選舉     | 不分區政黨票：147,373                                     | 政黨票得票率1.04%                 | 不分區10席                       | 0/113                        | |
| 2024年第十一屆立法委員選舉   | 區域票數：8,280 平地原住民票數：863 不分區政黨票：40,288  | 政黨票得票率0.29%                 | 區域1席 平地原住民1席 不分區10席 | 0/113                        | |

## 參選狀況
新黨成立後，立即成為國民黨和民進黨之外的第三大黨，曾經在立法委員選舉中拿下二十一席。2000年總統選舉新黨時任主席的立委李慶華宣布退黨並與參選總統的李敖在投票前幾日宣布支持另一組參選人宋楚瑜，最終獲票率最低，也是新黨由盛轉衰的關鍵。
民主進步黨於2000年執政後，國民黨、親民黨、新黨重新緊密合作（即泛藍）。

## 黨际關係

### 泛蓝阵营
自郁慕明接任新黨主席後，就高舉「泛藍合作」、「國親新合作」等大旗，促成泛藍陣營的團結。鑑於2001年立委選舉，新黨提名的候選人全軍覆沒，使得投給新黨的20多萬選票形同浪費，2004年立委選舉起，即鼓勵公職人員投入中國國民黨，披上國民黨的旗幟參選。2006年，曾以新黨籍身分擔任民進黨政府行政院環保署署長的郝龍斌在新黨的支持下加入國民黨，並投入國民黨內的臺北市市長候選人初選，最後順利勝出，並於該年底的臺北市市長選舉當選。
2008年因立法委員選舉而與國民黨關係發生變化。雖然仍有黨員在新黨背書下披上國民黨的黨籍參選區域立委。但是新黨認為自己已經不提名區域立委來迴避與國民黨的選情衝突，國民黨仍以文宣強打「不集中投票就是幫助民進黨」，被新黨認為「國民黨戴新黨綠帽」，而使新黨在當屆立法委員選舉中，雖已拿下38萬多票而成為第三大黨，但仍差1%功敗垂成，未得到任何席次。但新黨仍支持國民黨籍馬英九參選中華民國總統，也持續喊出「堅持正藍」、「當泛藍的防腐劑」，甚至打出國會中要有「面對統一，開創未來」的聲音。2018年9月，國民黨主席吳敦義對媒體表示，“新黨和國民黨就像是堂兄弟，大家都反對臺獨，希望大家能一起支持。”

### 中國大陸
2001年7月，新党“大陆事务委员会代表团”赴中國大陸访问，初次建立与中国共产党的对话机制，并与中共中央臺辦达成六点共识。这些共识包括：双方共同认知和主张“一個中國、和平統一”，推動在“九二共識”基础上恢复两岸接触、对话，促进两岸经贸交往、人员往来和各项交流，早日实现直接“三通”；两岸同胞都是中国人，两千三百万臺灣人民不论省籍，都是骨肉同胞、兄弟姐妹，应相互爱护，和睦相处，共同促進臺灣社會安定、经济发展。
2005年7月4日，新党主席郁慕明透露，他在访问中國大陸时将与中国共产党洽谈建立两党之间的定期沟通机制。2017年12月11日，新党访问中國大陸，中共中央臺灣工作辦公室与新党大陆访问团座谈。2022年8月14日，國臺辦表揚新黨在推動兩岸關係和平發展、推進中國和平統一進程中有「積極貢獻」。

### 泛绿阵营
在1990年代，基於反對李登輝領導的國民黨，同最大在野黨民主進步黨有一定合作，在1995年立委選舉後更推動二月政改。2008年中華民國總統選舉，新黨主席郁慕明與民主進步黨總統參選人謝長廷（立場在黨內較溫和）雖因政治立場不同，仍就目前政局會面交換意見。現時大部分時間，因新黨及民進黨在統獨及國家認同上的迥異立場而幾乎處在對立狀態，雙方支持者的衝突更是時有所聞。

## 爭議

### 操作假新聞爭議
臺灣網媒「報導者」2019年12月報導，「密訊」與中國大陸關係密切，並有證據顯示是新黨青年委員會會員林正國操作的內容農場。「密訊」曾一度被Facebook指「違反內容守則」而被下架，惟未幾便再次翻生。「密訊」有不同種類的資訊，包含寵物文章和心理測驗，但大部份是標註為「新聞」分類的文章。網站往往引用譁眾取寵及不實的標題，以吸引點擊，內容也充斥浮濫內容和不實訊息。「密訊」文章主要流入泛藍粉絲專頁和社團，用來打擊民進黨及蔡英文政府。2018年九合一大選前夕，支持國民黨的粉絲專頁中，前3名最常分享的網站，分別是「聯合新聞網」、「密訊」和《中國時報》。在選前一星期，「密訊」的分享量更成為第一名。

### 黨內理念與路線爭端
新黨自2020年立法委員選舉失利後，內部爆發「理念派」與「選舉派」鬥爭。新黨榮譽主席郁慕明、全委會委員王炳忠等人於2021年4月19日召開記者會，痛批現任主席吳成典及黨公職是投機份子，以統派面貌與「臺獨份子」為伍，為此郁慕明宣布退回榮譽主席頭銜，但不會退出新黨，聲言將繼續「撥亂反正，為統一大業奮鬥」。
事件起因為無黨籍臺北市議員李慶元於2021年初宣布回歸新黨，並與新黨市議員潘懷宗、侯漢廷在臺北市議會組成新黨黨團，引起部分新黨黨員不滿。王炳忠在會上痛批，吳成典領導下的新黨，替背叛新黨加盟民進黨、支持總統蔡英文的臺獨份子背書，不僅敵我不分還顛倒是非，新黨已經背棄了理念、偏離了路線。
王炳忠提到，李慶元回歸新黨一事引起不少黨員不滿、要求調查，最後黨中央仍認定入黨有效，他懷疑有當中有黑箱作業；至於郁慕明說明新黨內分為「理念派」與「選舉派」，而自己屬於理念派，但近來黨內變質，為了選票不再堅持新黨理念，而是追求獨派立場，王炳忠也怒嗆，「新黨沒有選舉派，根本是投機派、投降派。」
郁慕明聲稱，他原本期待吳成典接任黨主席後能有所作為，為統一大業奮鬥，然而吳成典變了；至於自己是否退黨，郁慕明則斷言「不可能，要退也是他們退」，他贊成選舉派可以繼續運行，但這段時間新黨的「統」已經沒了，潘懷宗違法也象徵「清廉」沒了，在新黨存亡之際，自己作為新黨創黨人必須出面「撥亂反正、奮鬥到底」。
對於郁慕明等人指控，吳成典則澄清李慶元曾私下表示不再競選，只是為報答新黨而成立黨團，李慶元入黨前也曾向郁慕明請益，相關意見也同樣尊重，並交由廉勤委員會決議，均符合民主程序；對於只因李慶元一人入黨就被稱為「新黨質變」，吳成典認為「顯然有重大誤會」，盼所有指控到他一人為止。

## 相關學術研究書目
- 范姜泰基，1994，新黨——臺灣政黨政治分析。國立臺灣大學政治學系碩士論文。
- 鄭志隆，2000，威權政體轉型中新黨的角色變遷。國立成功大學政治經濟研究所碩士論文。
- 許雅文，2002，議題型政黨的生存與發展-以德國綠黨與台灣新黨為例。國立中山大學政治學研究所碩士論文。
- 薛永華，2002，新黨的發展與衰退-歷史研究途徑的分析。中國文化大學政治學研究所碩士論文。
- 何振盛，2008，政黨體系重組與憲政體制發展－台灣個案研究（1986-2008）。國立政治大學中山人文社會科學研究所博士論文。

## 外部連結
- 新黨的Facebook專頁
- 新黨的新浪微博
- YouTube上的新黨頻道